# Félix María Zuloaga
Félix María Zuloaga Trillo (Álamos, Sonora, 31 de Março de 1813 – Cidade do México, 11 de Fevereiro de 1898) foi um militar e político conservador mexicano tendo ocupado o cargo de presidente do México, nos governos conservadores sediados na Cidade do México durante a guerra da Reforma.

## Biografia
Inicialmente membro do partido liberal, passou mais tarde para o partido conservador. Em 17 de Dezembro de 1857 encabeça o plano de Tacubaya, um pronunciamento contra a constituição de 1857 ao qual aderiria o então presidente Ignacio Comonfort, tendo sido detidos os líderes liberais entre os quais Benito Juárez.
Comonfort manteve-se na presidência por mais algumas semanas, até que Zuloaga assume a presidência. Durante estas semanas Comonfort volta atrás no seu apoio ao plano de Tacubaya e ordena a libertação de Juárez e seus colegas. Entretanto, deposto Commonfort, Juárez, como presidente do supremo tribunal é declarado presidente pelos liberais e instala o seu governo em Guanajuato.
Após alguns meses na presidência, apoiado pelos conservadores, seria demitido por Manuel Robles Pezuela em 24 de Dezembro de 1858, pelo chamado plano de Navidad, mas um mês depois Zuloaga é reposto no cargo por Miguel Miramón. Dois meses depois renuncia em favor de Miramón. É feito prisioneiro por Miramón, e levado por este durante a campanha militar no interior do país. Consegue escapar-se em Guanajuato em 3 de Dezembro de 1860, e marcha sobre a capital tentando reassumir a presidência, mas não é reconhecido como presidente pelo conselho governativo. No entanto, apoiado por vários militares conservadores, assume a presidência, ainda que apenas de facto, pois a maior parte do tempo encontrou-se em campanha militar preparando a criação do segundo império.